# 彼得罗沃 (波黑)
彼得罗沃（塞尔维亚语：／），是波斯尼亚和黑塞哥维那实体之一塞族共和國的市镇。市镇面积为143.9平方公里，2013年人口数量为6,474人，其中2,322人居住在同名中心城镇内。

## 历史
该市镇是从战前的格拉查尼察及盧卡瓦茨两市镇析出而成。战争期间塞族政府设立此市镇，但波黑政府从未承认此决定，自签订后此市镇才正式设立。塞族政府并将市镇名字从波斯尼亚彼得罗沃村（Bosansko Petrovo Selo）改为现名。该市镇以前也曾存在过，但在1960年代撤销。

## 人口
|      | 2013年         | 1991年         |
| 总计 | 6,474 (100,0%) | 9,150 (100,0%) |
| 塞族 | 6,371 (98,41%) |                |
| 其他 | 60 (0,927%)    |                |
| 克族 | 36 (0,556%)    |                |
| 波族 | 7 (0,108%)     |                |

## 图集

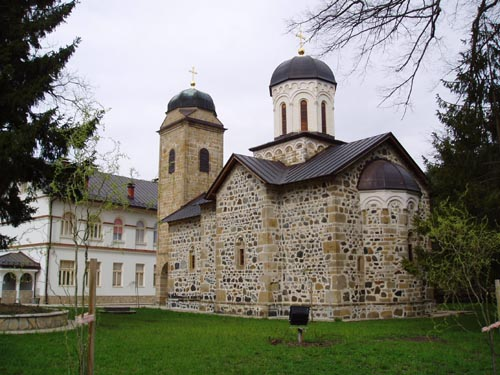
修道院
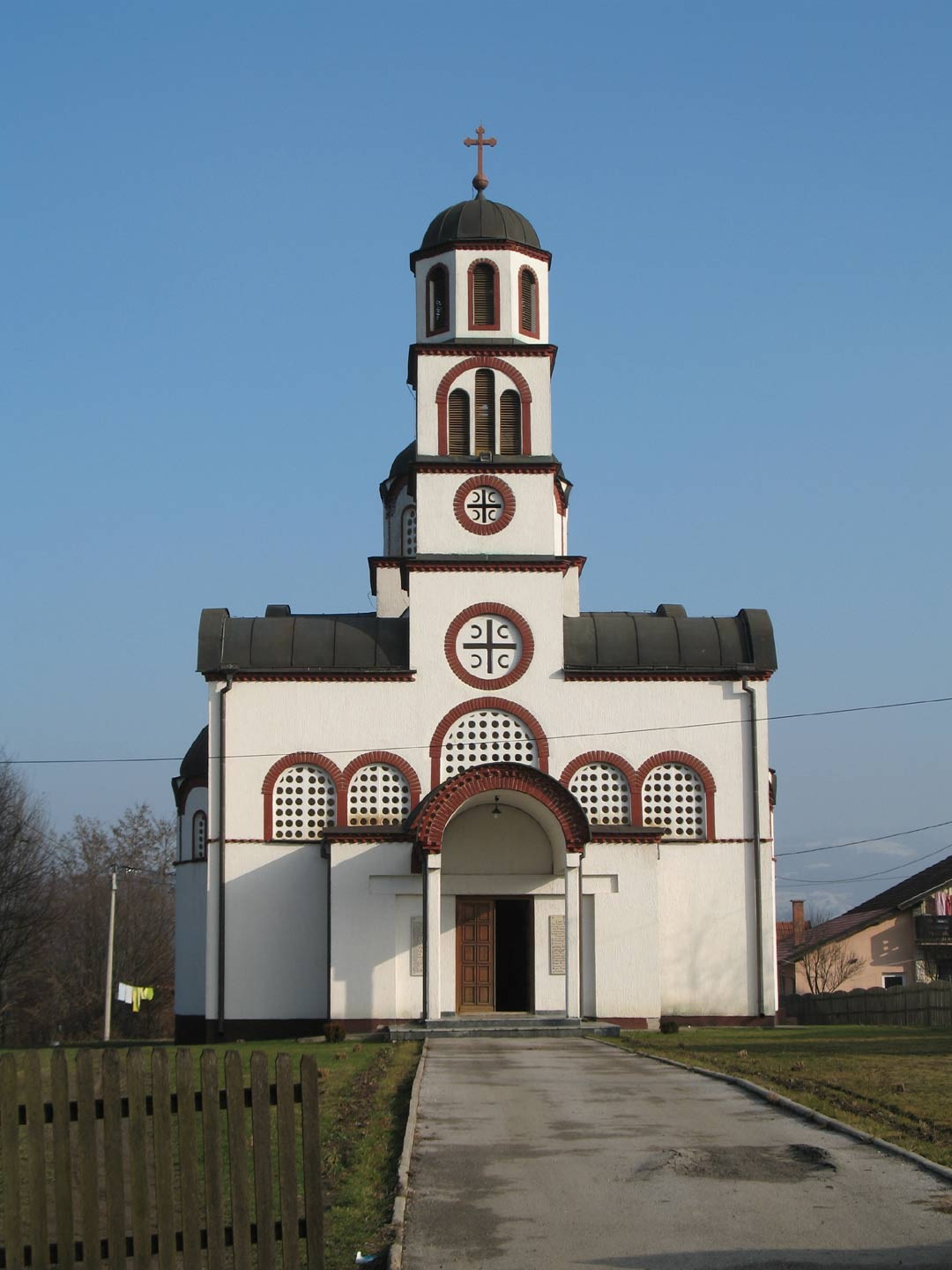
塞族东正教堂
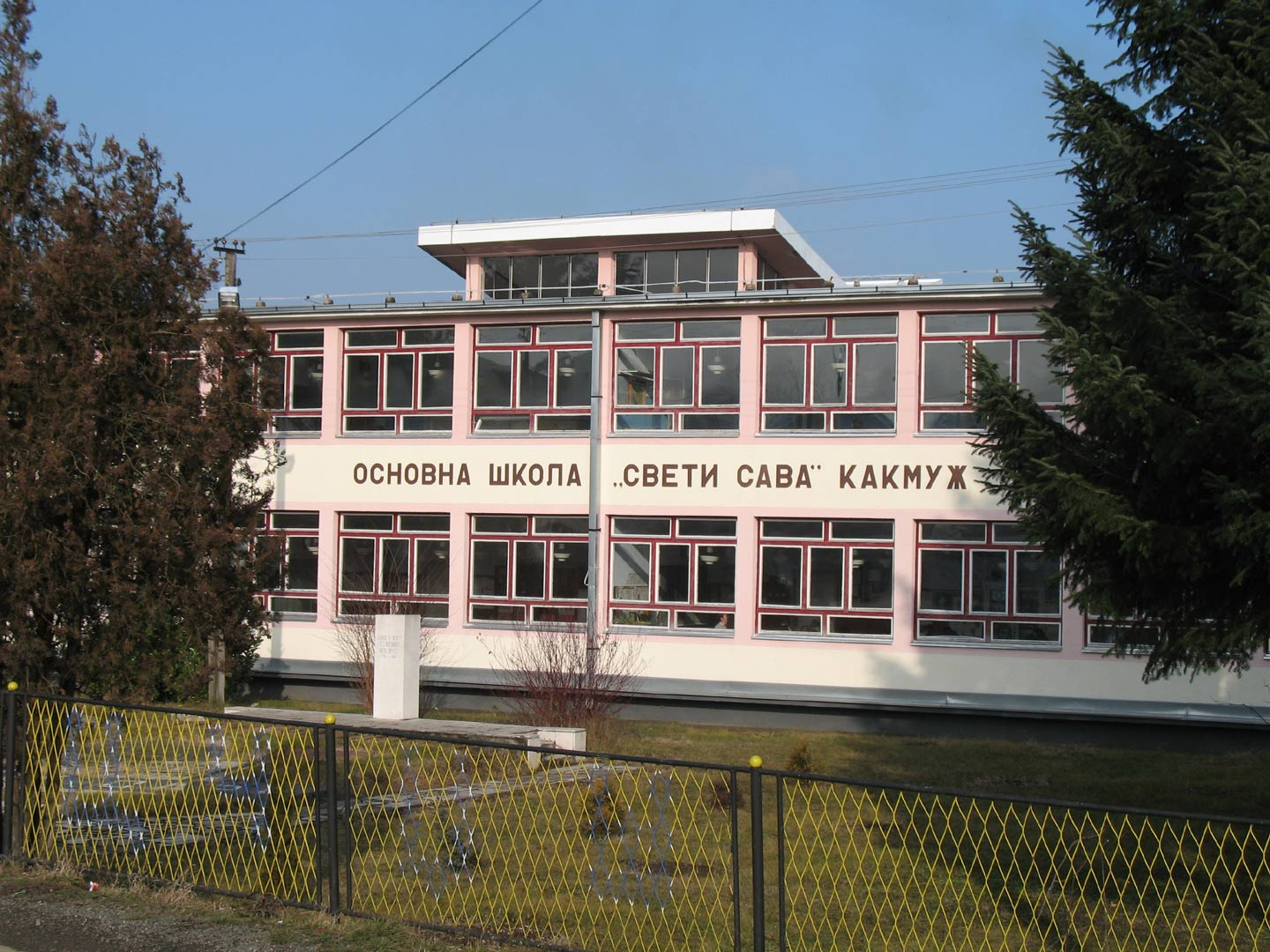
小学